# Kollected: The Best of Kula Shaker
Kollected — The Best Of — компиляционный альбом британской инди-рок-группы Kula Shaker, вышедший в 2002 году.

## Об альбоме
На Kollected — The Best Of собраны вместе лучшие произведения группы с двух её студийных альбомов, а также синглы. Согласно Allmusic на Kollected был включён весь Kula Shaker который «когда-либо понадобится кому-либо, кроме Миллса».

## Список композиций на CD
1. «Intro» / «Sound Of Drums» - 4:48 (from "PPA" album, new mix) 2002
2. «Into the Deep» - 3:46 (from "K" album) 1996
3. «Grateful When You’re Dead/Jerry Was There» - 5:41 (from "K" album) 1996
4. «108 Battles (of the Mind)» - 2:46 (from "PPA" album) 1999
5. «Start All Over» - 2:35 (from "K" album) 1996
6. «Hey Dude» - 4:08 (from "K" album) 1996
7. «Drop in the Sea» - 2:30 (B-Side from EP "Govinda" or SP "Hey Dude") 1996
8. «Shower Your Love» - 3:38 (from "PPA" album) 1999
9. «Hush» (Joe South) - 2:54 (A-Side from SP "Hush") 1997
10. «Tattva» - 3:44 (from "K" album) 1996
11. «303» - 3:09 (from "K" album) 1996
12. «Light of the Day» - 2:32 (B-Side from EP "Mystical Machine Gun") 1999
13. «Mystical Machine Gun» - 4:25 (from "PPA" album, single edit) 2002
14. «Ballad of a Thin Man» (Bob Dylan) - 5:05 (Previously Unreleased) 2002
15. «Dance in Your Shadow» - 2:36 (B-Side from SP "Tattva") 1996
16. «Govinda» - (from "K" album, single edit) 1996 / «Hidden Track» - 19:52 (Previously Unreleased) 2002

## Список композиций на DVD
Переиздание вышло 5 марта 2003 года в серии "Deluxe Sound & Vision CD+DVD Edition" только для рынка Японии.
1. «Grateful When You're Dead» - 2:52 (1996 Sony Music Entertainment (UK) Ltd.)
2. «Tattva» - 3:47 (1996 Sony Music Entertainment (UK) Ltd.)
3. «Hey Dude» - 4:09 (1996 Sony Music Entertainment (UK) Ltd.)
4. «Govinda» - 3:47 (1996 Sony Music Entertainment (UK) Ltd.)
5. «Hush» - 3:00 (1997 Sony Music Entertainment (UK) Ltd.)
6. «Mystical Machine Gun» - 4:24 (1998 Sony Music Entertainment (UK) Ltd.)
7. «Show Your Love» - 3:59 (1999 Sony Music Entertainment (UK) Ltd.)

## Kula Shaker (1995–1999)
- Crispian Mills – Lead Vocals/Guitars
- Alonza Bevan – Bass
- Paul Winterhart – Drums
- Jay Darlington  – Keyboards

## Продюсеры
- Alonza Bevan (Трек: 14)
- Bob Ezrin (Треки: 4, 8, 13)
- Crispian Mills (Треки 2-5, 8, 10, 13, 14)
- George Drakoulias (Трек: 1)
- John Leckie (Треки: 2, 3, 5, 6, 10, 11, 16)
- Rick Ruben (Трек: 1)
- Shep & Dodge (Треки 2, 3, 5, 10, 11, 15)